# Rita Wilden
Rita Jahn-Wilden, nemška atletinja, * 9. oktober 1947, Leipzig, Vzhodna Nemčija.
Nastopila je na olimpijskih igrah v letih 1968, 1972 in 1976, leta 1972 je osvojila naslov olimpijske podprvakinje v teku na 400 m in bronasto medaljo v štafeti 4×400 m, leta 1968 je dosegla šesto mesto v štafeti 4×100 m, leta 1976 pa peto v štafeti 4×400 m. Na evropskih prvenstvih je osvojila srebrno medaljo v štafeti 4x100 m leta 1969 in bron v teku na 400 m leta 1974, na evropskih dvoranskih prvenstvih pa naslov prvakinje v teku na 400 m leta 1976 ter tri zlate in srebrno medaljo v štafetnih tekih.